# Brady Noon
Brady Noon, född 30 december 2005 i New Jersey, är en amerikansk skådespelare.
Noon har bland annat medverkat i TV-serien The Mighty Ducks: Game Changers. Han har även medverkat i Teenage Mutant Ninja Turtles: Mutant Mayhem och Familjeförvirringen.

## Filmografi (i urval)
- 2010–2013 – Boardwalk Empire (TV-serie)
- 2019 – Good Boys
- 2021–2022 – The Mighty Ducks: Game Changers (TV-serie)
- 2023 – Teenage Mutant Ninja Turtles: Mutant Mayhem
- 2023 – Familjeförvirringen